# Bullockus pseudovarai
Bullockus pseudovarai is een slakkensoort uit de familie van de Fasciolariidae. De wetenschappelijke naam van de soort is voor het eerst geldig gepubliceerd in 2008 door Lyons & Snyder.